# 林得
林得，福建福州府怀安县人，明朝政治人物、進士出身。

## 生平
永樂十二年，福建甲午乡试中舉。永樂十六年，登戊戌科會試中進士，官至户部主事。